# 잭슨빌 콜리시엄
잭슨빌 콜리시엄(영어: Jacksonville Coliseum)는 미국 플로리다주 잭슨빌에 위치한 실내 경기장이다. 과거 ABA 마이애미 플로리디안즈, 더 플로리디안즈 그리고 ECHL 잭슨빌 리저드 킹스의 홈경기장으로 사용했다.